# Zharnel Hughes
Zharnel Hughes (født 13. juli 1995) er en britisk sprinter, der specialiserer sig i 100- og 200-meterløb.
Han vandt sølv ved VM i atletik 2019 i Doha med det britiske hold på 4 × 100-meterløb stafet, foruden fire guldmedaljer og en sølvmedalje ved EM i atletik i 2018 i Berlin og 2022 i München. Siden juni 2023 er Hughes den britiske rekordholder på 100 meterløb med 9,83 s og den næsthurtigste europæiske tid (bag italienske Marcell Jacobs: 9,80 s). På 200 meter, er Hughes' personlige rekord 20,02 s.